# Uberto Allucingoli
Uberto Allucingoli (* in Lucca; † 1185) war ein Kardinal der Römischen Kirche.
Als Neffe von Papst Lucius III. wurde er von diesem im Dezember 1181, Anfang 1182 oder im Dezember 1182 zum Kardinal ernannt. Seine römische Titelkirche war San Lorenzo in Damaso. 
Nach Elfriede Kartusch ist Uberto Allucingoli eine fiktive Person, die ihre Existenz einer Verwechslung mit Uberto Crivelli aus Mailand verdankt, der von 1182 bis 1185 Kardinalpriester von S. Lorenzo in Damaso war und danach von 1185 bis 1187 als Urban III. Papst war.